# Micromeria debilis
Micromeria debilis là một loài thực vật có hoa trong họ Hoa môi. Loài này được Pomel mô tả khoa học đầu tiên năm 1874.